# Me Too
"Me Too" é uma canção da artista musical estadunidense Meghan Trainor, gravada para seu segundo álbum de estúdio, Thank You (2016). Foi composta pela própria em conjunto com Jacob Kasher Hindlin, Jason Desrouleaux, Peter Svensson e Ricky Reed, sendo produzida pelo último. O seu lançamento como segundo single do disco ocorreu em 5 de maio de 2016, através da Epic Records.

## Vídeo musical
Em 9 de maio de 2016, um vídeo musical foi lançado, mas removido no mesmo dia por insatisfação de Trainor com a manipulação digital em seu corpo. No Snapchat, Trainor afirmou que não aprovou "aquele vídeo e, mesmo assim, ele saiu para o mundo". Um vídeo sem Photoshop foi liberado no dia seguinte.

## Faixas e formatos
| Download digital |          |         |  |
| N.º              | Título   | Duração |  |
| 1.               | "Me Too" | 3:01    |  |

## Desempenho nas tabelas musicais

### Posições
| Tabela musical (2016)                                  | Melhor posição |
| ------------------------------------------------------ | -------------- |
| Alemanha (Media Control Charts)                        | 81             |
| Austrália (ARIA Charts)                                | 4              |
| Áustria (Ö3 Austria Top 40)                            | 75             |
| Bélgica (Ultratip de Flandres)                         | 30             |
| Canadá (Canadian Hot 100)                              | 9              |
| Estados Unidos (Billboard Hot 100)                     | 13             |
| Estados Unidos (Pop Songs)                             | 12             |
| Estados Unidos (Adult Pop Songs)                       | 15             |
| Estados Unidos (Hot Dance Club Songs)                  | 28             |
| França (Syndicat National de l'Édition Phonographique) | 98             |
| Irlanda (Irish Recorded Music Association)             | 81             |
| Nova Zelândia (NZ Top 10 Heatseekers Singles)          | 10             |
| Reino Unido (UK Singles Chart)                         | 84             |

### Certificações
| País (Empresa)   | Certificação |
| ---------------- | ------------ |
| Austrália (ARIA) | Platina      |

## Histórico de lançamento
| País           | Data               | Formato           | Gravadora |
| -------------- | ------------------ | ----------------- | --------- |
| Estados Unidos | 5 de maio de 2016  | Download digital  | Epic      |
| Estados Unidos | 16 de maio de 2016 | Rádios Hot AC     | Epic      |
| Estados Unidos | 17 de maio de 2016 | Rádios mainstream | Epic      |
| Reino Unido    | 9 de junho de 2016 | Rádios mainstream | Epic      |